# 狭叶南边杜鹃
狭叶南边杜鹃（学名：Rhododendron meridionale var. minus）为杜鹃花科杜鹃花属下的一个变种。

## 扩展阅读
- 維基物種上的相關：狭叶南边杜鹃